# امیدون (داکوتای شمالی)
امیدون(به انگلیسی: Amidon) شهری در ایالت داکوتای شمالی کشور ایالات متحده آمریکا است که جمعیت آن در سرشماری سال ۲۰۱۰ میلادی، ۲۰ نفر بوده‌است.